# Joan Enric Garcés i Ramon
Joan Enric Garcés i Ramon   (Llíria, 1944) és un polític i escriptor valencià, històric militant del PSPV. El 1999 va rebre el Right Livelihood Award.

Llicenciat en dret i ciències polítiques a València i Madrid, es va doctorar a la Universitat de la Sorbona el 1970. Amb el triomf de la Unidad Popular a Xile, va treballar com a assessor del president Salvador Allende.
El 1974 va formar part del Programa comú de l'esquerra que portaria a François Mitterrand a la presidència de França.
Entre 1976 i 1978 va militar en el Partit Socialista del País Valencià, enquadrant-se al sector més esquerrà de l'organització, proper al moviment dels països no alineats.
Des de 1996 va dirigir el grup d'advocats de l'acusació popular contra Augusto Pinochet per tortures, terrorisme i genocidi, que el 1998 va aconseguir detindre i jutjar el dictador xilè.
El 1999 va rebre el Right Livelihood Award, el premi Nobel alternatiu, concedit pel Parlament de Suècia.

## Obres
- Desarrollo político y desarrollo económico. Los casos de Chile y Colombia. Madrid : Tecnos, 1972.
- Démocratie et contre-révolution. Le problème chilien. Verviers [Bèlgica] : Marabout, 1975.
- Allende et l'expérience chilienne. Paris: Presses de la Fondation Nationale des Sciences Politiques, 1976.
- Orlando Letelier. Testimonio y vindicación (en col·laboració amb Saul Landau). Madrid : Siglo XXI de España Editores, 1995.
- Soberanos e intervenidos. Estrategias globales, americanos y españoles. Madrid : Siglo XXI de España Editores, 1996 (1a ed.), 2000 (2a ed.), 2008 (3a ed.), 2012 (4a ed.). Pròleg de Mario Benedetti.